# مسبار فضائي

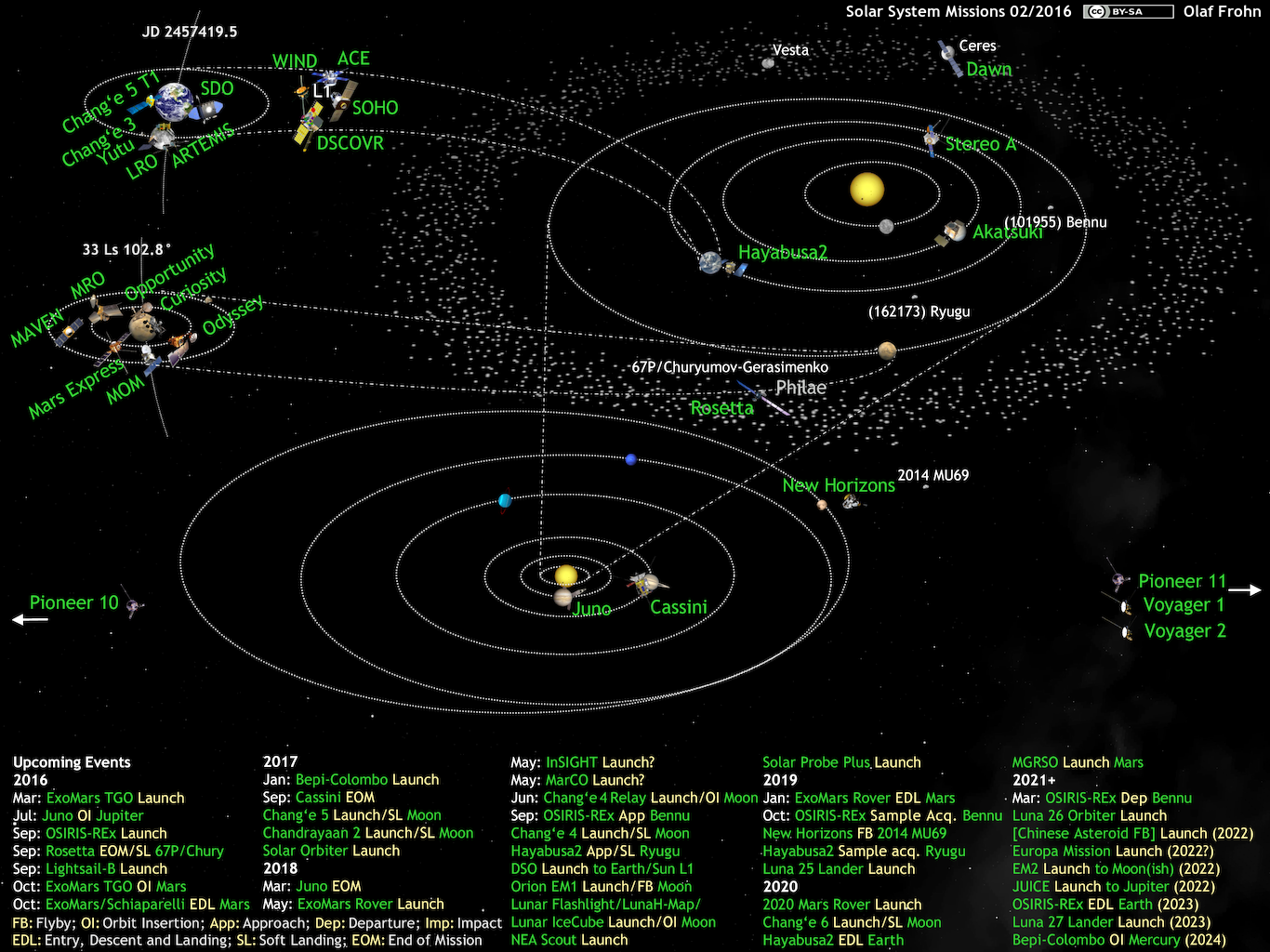
مسابير الفضاء النشطة في فبراير 2016.

المسبار الفضائي أو السَّابر (جمع: سوابر) هو مركبة فضائية آلية بدون طاقم ولا تدور حول الأرض بل تستعمل لاستكشاف الفضاء الخارجي، حيث يتم إطلاقها في الفضاء الخارجي بهدف استكشاف واحد أو أكثر من الأجرام السماوية (كوكب، قمر، مذنب، كويكب) أو استكشاف الوسط بين الكواكبي أو الوسط بين النجمي. تتكون حمولتها من أدوات علمية من أنواع مختلفة (على غرار كاميرات متطورة، أجهزة المطياف، مقياس الطاقة الإشعاعية، ومقياس المغناطيسية...) تمكن العلماء من جمع البيانات في الموقع أو على مسافة باستعمال كاميرات ومجسات، ليتم إرسالها فيما بعد إلى الأرض. إذ كان مسبار الفضاء بصفة عامة كثيرا ما يكون قريبا من قمر اصطناعي يدور حول الأرض، فإن لمسابير الفضاء عدة خصائص تجعل منها آلات خاصة:
- طول المسافة بين المشغلين على الأرض والآلة (المسبار)، تفرض استقلالية كبيرة وفي الآن ذاته توفر نظام اتصالات قوي ودقيق؛
- تعقيد المهام التي ينبغي للمسبار القيام بها: على سبيل المثال الهبوط على الأجرام السماوية التي تملك غلافا جويا أو قوة جاذبية منخفضة جدا، التوجيه الدقيق للأدوات صوب أهداف سريعة الحركة، جمع العينات وإجراءات التخزين الاحتياطي للبيانات في حالة الفشل؛
- دقة وتعقيد الملاحة؛
- العمل في ظل التعرض الأشعة الكونية؛
- العمل في ظل ضعف الطاقة الشمسية المتاحة، خاصة إذا كان الهدف من إرسال المسبار هو جمع بيانات حول الكواكب الخارجية؛
- تحمل درجات حرارة قصوى أثناء أداء مهمات إلى الكواكب الخارجية (خارج المجموعة الشمسية) أو تحت مدار عطارد؛
- مدة البعثة التي يمكن أن تبدأ بعد مرحل العبور وتمتد إلى عشرات السنوات.

تتطلب عملية إرسال مسبار الفضاء إلى أحد الكواكب دقة عظيمة في زاوية الانطلاق من الأرض، حيث تصل دقة هذه الزاوية إلى 1 ثانية قوسية. كما تتطلب أيضا توجيه المسبار عبر المسار بدقة بالغة، يستعان في ذلك بظاهرة دوبلر وتغير مدة تقدم الإشارة. تسمح كل تلك الطرق بالإضافة إلى أخرى بتعيين مكان المسبار في الفضاء بدقة تصل إلى 1 متر بصرف النظر عن بعده عن الأرض.
يحصل المسبار على طاقته انطلاقا من مراكم يشحن الألواح الشمسية إذا كان الهدف هو القمر أو الكواكب الداخلية للمجموعة الشمسية مثل عطارد والمريخ. في حين إذا كان المسبار مصمما للاستخدام لفترة وجيزة، يتم الاستعانة عندها بالبطاريات لإمداده بالطاقة الكهربائية. أما إذا كان المسبار مصمما لإرساله إلى كواكب خارجية بعيدة تضعف فيها أشعة الشمس اللازمة لتوليد الطاقة من الألواح الشمسية يتم في هذه الحالة الاستعانة ببطاريات تعمل بالنظائر المشعة.

## تصميم بعثة المسبار الفضائي
على غرار أي مشروع فضائي آخر، تنقسم عملية التطوير والتحكم التشغيلي للمسبار الفضائي إلى عدة مراحل، تكون خصائصها (الواردة والمسلم بها) شائعة لدى وكالات الفضاء المختلفة.
| المرحلة | عنوان المرحلة                  | الهدف                                                                   | الاهداف المحققة (التسليم)                             | استعراض نهاية المرحلة                                          | الملاحظات                                 |
| ------- | ------------------------------ | ----------------------------------------------------------------------- | ----------------------------------------------------- | -------------------------------------------------------------- | ----------------------------------------- |
| 0       | تحديد الاحتاجات                | تحديد الاحتياجات البحث عن سبل تحقيقها تقييم التكاليف والمواعيد النهائية |                                                       | استعراض تصميم المشروع                                          |                                           |
| A       | الجدوي                         | تحسين الاحتياجات تقييم السبل                                            | تحديد الحل                                            | استعراض المتطلبات الأولية                                      |                                           |
| B       | التحديد الأولي                 | التحديد الأولي المسبق للمشروع                                           | تأكيد الجدوى، وجعل تعريف أولي القيام بتحديد أولي مسبق | مراجعة متطلبات النظام ومراجعة التحديدات الأولي                 |                                           |
| C       | التحديد الدقيق                 | التحديد الدقيق للمشروع                                                  | صياغة دفتر تحملات لمرحلة الإنتاج                      | مراجعة نقدية لمراحل التحديد (الأولي والدقيق)                   |                                           |
| D       | الإنتاج و/أو التأهيل على الأرض | التصنيع وإجراء التجارب                                                  | تسليم المركبة الفضائية                                | مراجعة مدى تأهيل المركبة القبول                                |                                           |
| E       | الاستعمال                      | تحقق ملاءمة التشغيل وتشغيل الجهاز                                       |                                                       | مراجعة الجاهزية التشغيلية مراجعة ملاءمة الطيران مراجعة التشغيل | تبدأ هذه المرحلة مع إطلاق المسبار الفضائي |
| F       | التقاعد (الخروج من الخدمة)     | إزالته من الخدمة دون إزعاج للبيئة المحيطة                               |                                                       | نهاية عمر المشروع                                              |                                           |

## اختيار المشروع
في الوقت الذي تتضاعف فيه مواضيع الدراسة بالموازاة مع التقدم العلمي، تظل بعثات استكشاف النظام الشمسي باهظة التكلفة ونادرة إلى حد ما. لذلك فإن عملية الاختيار تكون دائما صارمة وكثيرة التنظيم. تعتمد وكالات الفضاء الرئيسية حول العالم على تحديد إستراتيجية الخاصة لاستكشاف الفضاء على الوثائق التي تنتجها
السلطات العلمية المتخصصة الرئيسية. في هذا السياق تعتمد وكالة ناسا في استراتيجياتها على منشور المسح العشري للعلوم الكوكبية الصادر عن مجلس البحوث الوطني الأمريكي على رأس كل عشر سنوات، في وقت كانت تمتلك فيه وكالة الفضاء الأوروبية وثيقة مماثلة أعدت خصيصا لبرنامجها العلمي «الرؤية الكونية» الذي
أنشئ في سنة 2004 للمشاريع التي يتنتهي أجلها في الفترة الممتدة ما بين 2015 و2025. المركز الوطني للدراسات الفضائية من جهته يفعل نفس الشئ؛ على الرغم من توفره على ميزانية بحثية لا تسمح له بإجراء استكشاف للنظام الشمسي بشكل مستقل. في هذا الصدد، يمكن لوكالة الفضاء إطلاق دعوة للأفكار تليها دعوة أخرى لتقديم المقترحات تؤدي إلى اختيار وتطوير البعثة. ليبدأ كل ذلك في إطار ميزانية محددة مسبقا. عند ناسا بند الميزانية هذا متاحة بشكل دوري كما هو الحال في برنامجي الحدود الجديدة أو ديسكفري، من أجل السماح بتطوير البعثات خلال كل عقد على حدى. تختار وكالة الفضاء الأوروبية هي الأخرى، والتي لا تملك سوى جزء ضئيل من ميزانية ناسا، البعثات قبل وقت طويل من إطلاقها. إلا أنه في كثير من الأحيان يتم تأجيل تاريخ الإطلاق لمواجهة قيود الميزانية. تشمل الفرق التي تستجيب للمناقصات المهندسين والعلماء على حد سواء. حيث تقدم مقترحات تفصل بين الأهداف العلمية والخصائص التقنية بالإضافة إلى الجوانب المالية. يتم اختيار هذه الفرق في النهاية من قبل اللجان العلمية التي تأخذ في الاعتبار الاستراتيجية العلمية طويلة
الأجل التي وضعتها الوثائق التي تنتجها السلطات
الأكاديمية في بداية هذه العملية.

## أنواع مسابير الفضاء المختلفة
تحدد طريقة الاستكشاف المستخدمة في مسابير الفضاء بشكل أساسي استنادا للأهداف العلمية المتوخاة والقيود المفروضة على التكاليف. على سبيل المثال، إذا كانت دراسة كوكب معين هي الأولى من نوعها، يكون الهدف الأسمى هو وضع المسبار في مداره حول الكوكب لإجراء ملاحظات على الكوكب بأسره على مدى فترات طويلة من الزمن. لكن في هذه الحالة تتطلب عملية وضع  المسبار في المدار إضافة أجهزة دفع تتطلب تكلفة كبيرة. لهذا السبب يتم استعراض لمحة بسيطة عن الهدف واراء البعثة بغرض الاستفادة المثلى من المسار باستعمال أدوات علمية تمكن من جمع أكبر قدر من البيانات. في الأخير، تبقي عملية اختيار طريقة الاستكشاف مرهونة بمستوى خبرة الأمة أو مجموعة الدول التي تطور مسبار الفضاء. أقل مستوى من الصعوبة هو تحلق المسبار فوق كوكب داخلي تابع للنظام الشمسي. لكن عملية إنزال المسبار على الكوكب لطالما كانت تعتبر تحديا كبيرا لوكالات الفضاء بصفة خاصة ناسا، حيث ان ثلثي الرحلات التي ارسلت هذه الأخيرة في الماضي إلى هذا كوكب المريخ على سبيل المثال باءت بالفشل نتيجة لاحتراق المركبات التي كانت تحمل المسابير لدى محاولتها اختراق جو المريخ. هذا الواقع سرعان ما تغير في 6 أغسطس 2012 بعدما نجت ناسا في إنزال روفر (كيوريوسيتي روفر) مستقل جزئيا على سطح كوكب المريخ، الذي يتميز بغلاف جوي وبجاذبية قوية.
اعتمادا على طريقة الاستكشاف المستخدمة، يمكن
ترتيب مسابير الفضاء في 9 فئات رئيسية. يمكن لبعض المسابير الفضائية الجمع بين عدة فئات في آن واحد على سبيل المثال مسابير برنامج فايكينغ (فايكينغ 1 وفايكينغ 2).

### مسبار التحليق فوق الأجسام السماوية

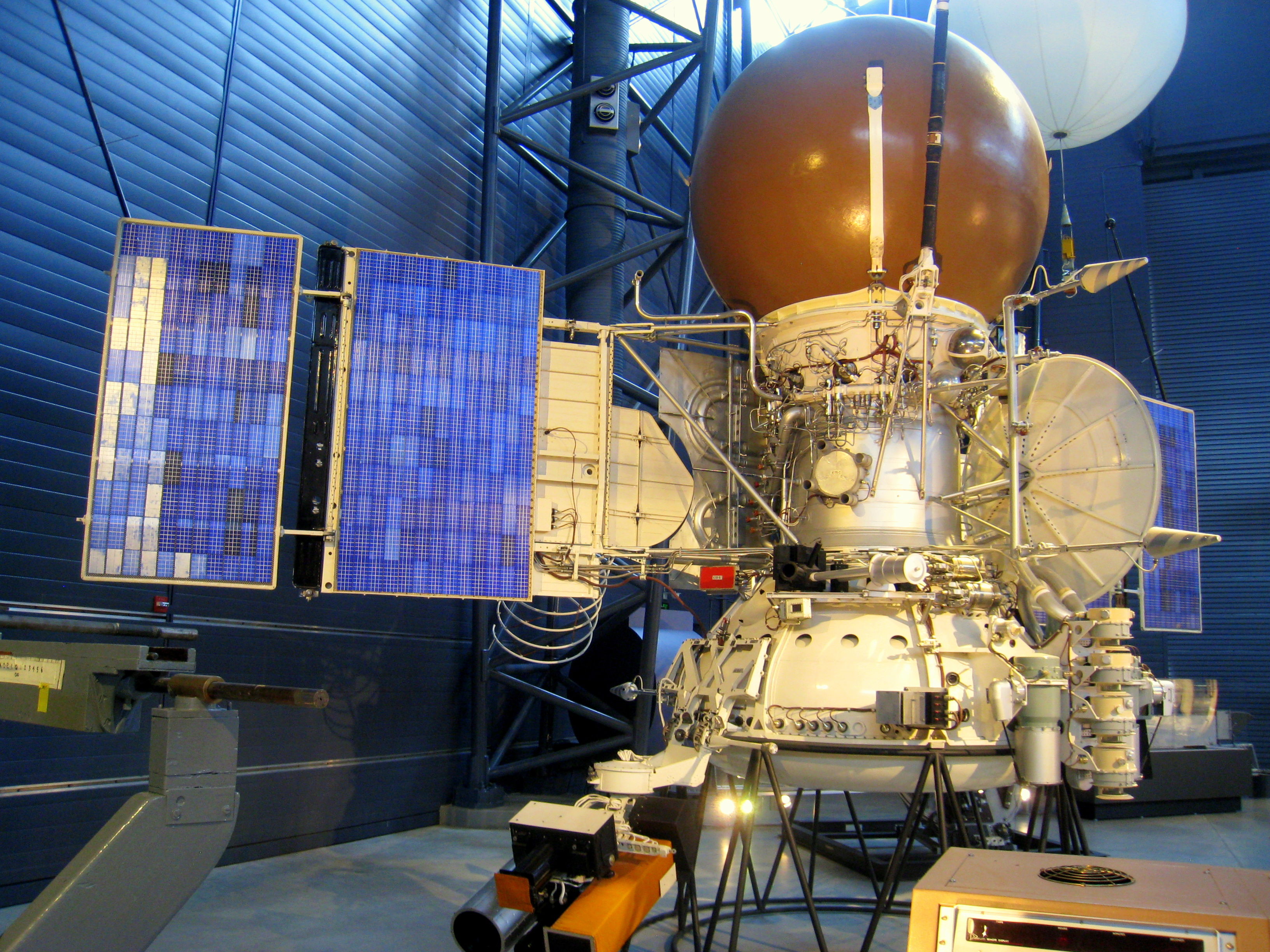
مسبار فيغا.

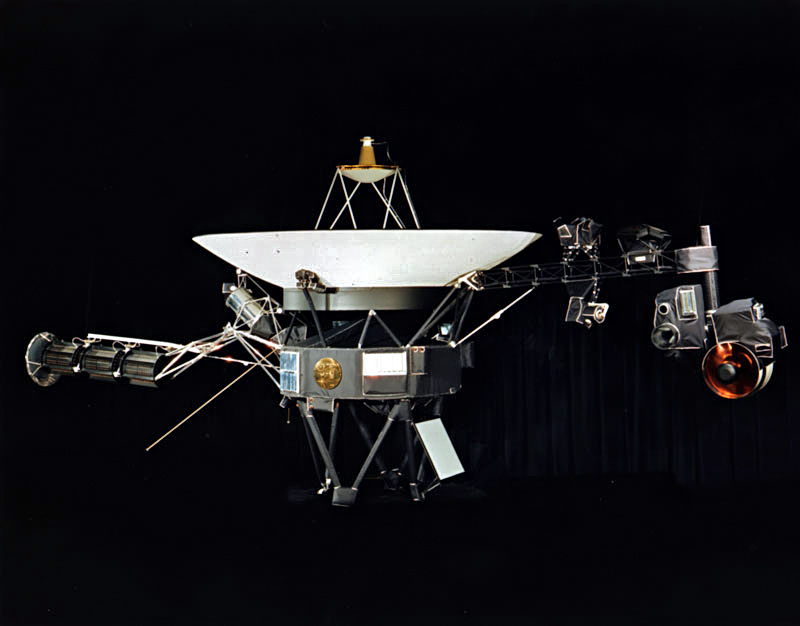
نموذج لمسابير فوياجر.

يمكن تصميم مسابير الفضاء للتحليق فوق الأجسام السماوية وتصوير نظر عامة عنها بغرض دراستها. في أبسط الحالات يجب أن وضع هذه المسابير من الأرض على مسار دقيق للقيام بمهامها مع عدد قليل من التصحيحات الصغيرة أثناء العبور. أولى مسابير ما بين الكواكب على غرار مارينر 4 كانت من هذا النوع. بالرغم من كل هذا تظل الأهداف التي يمكن تحقيقها من خلال مثل هذه البعثات محدودة: وقت المراقبة هو قصير جدا نظرا للسرعة الكبيرة التي يحلق بها والتي تبلغ عدة كيلوميترات في الثانية، وغالبا ما يظهر وجه واحد فقط من الأجرام السماوية مرئيا في وقت التحليق بالإضافة إلى ظروف الإضاءة الغير مثالية لالتقاط الصور وجمع البيانات. طريقة من الملاحظة قد تكون الوحيدة التي يمكن استخدامها لأكثر الأجسام السماوية بعدا (مثل مسبار نيو هورايزونز الذي تم ارساله بهدف استكشاف كوكب بلوتو وأقماره). تستخدم هذه النوعية من المسابير أيضا في بعثات الاستطلاع المتطورة التي تهدف إلى إجراء سلسلة من الدراسات على عدة كواكب أو أقمار (مسابير فوياجر على سبيل المثال). كما أنها قد تكون هي السبيل الوحيد لدراسة الأجسام  الصغيرة مثل المذنبات والكويكبات (كمهمة ستاردوست).

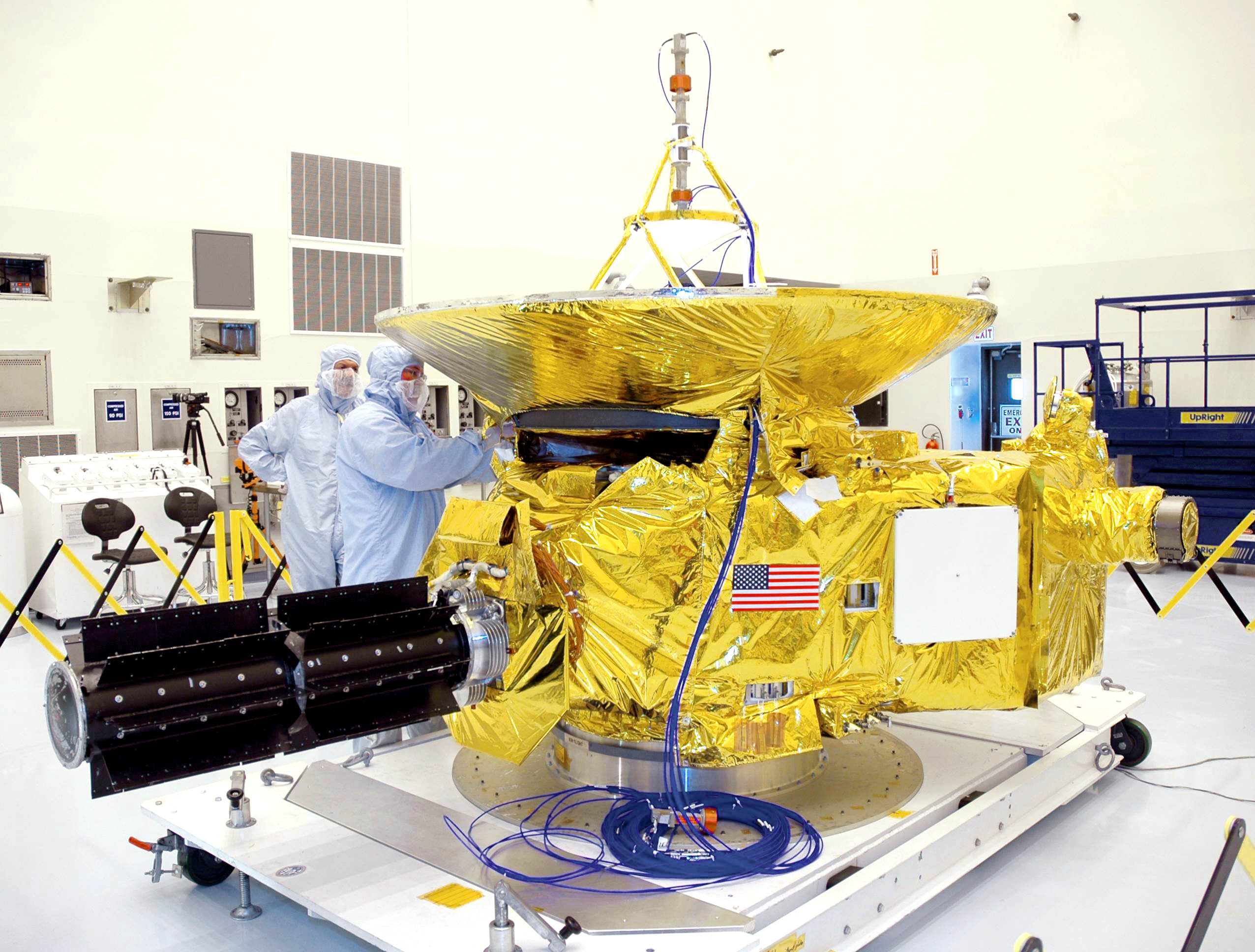
مسبار نيو هورايزونز.

### المسبار المداري

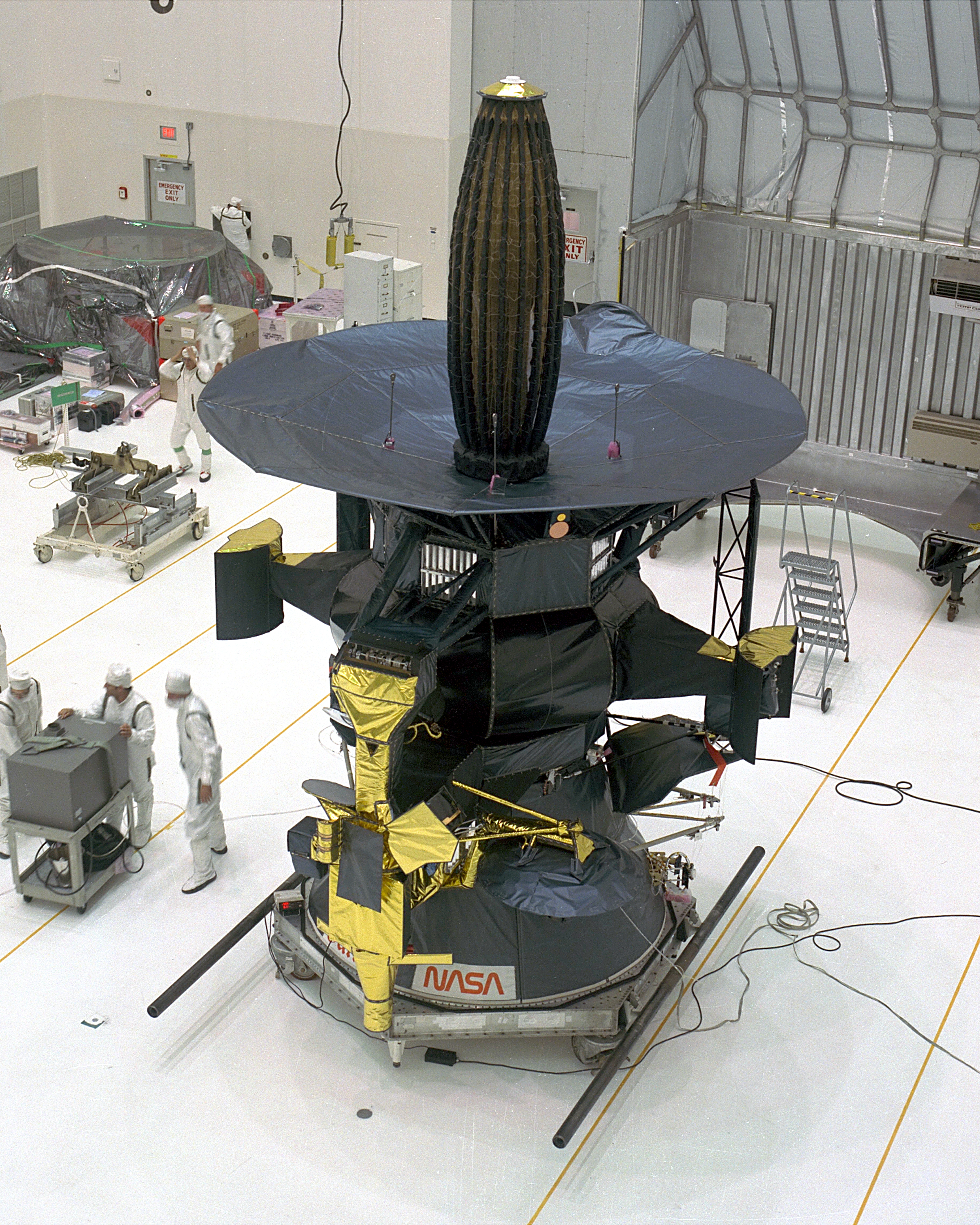
مسبار غاليليو.

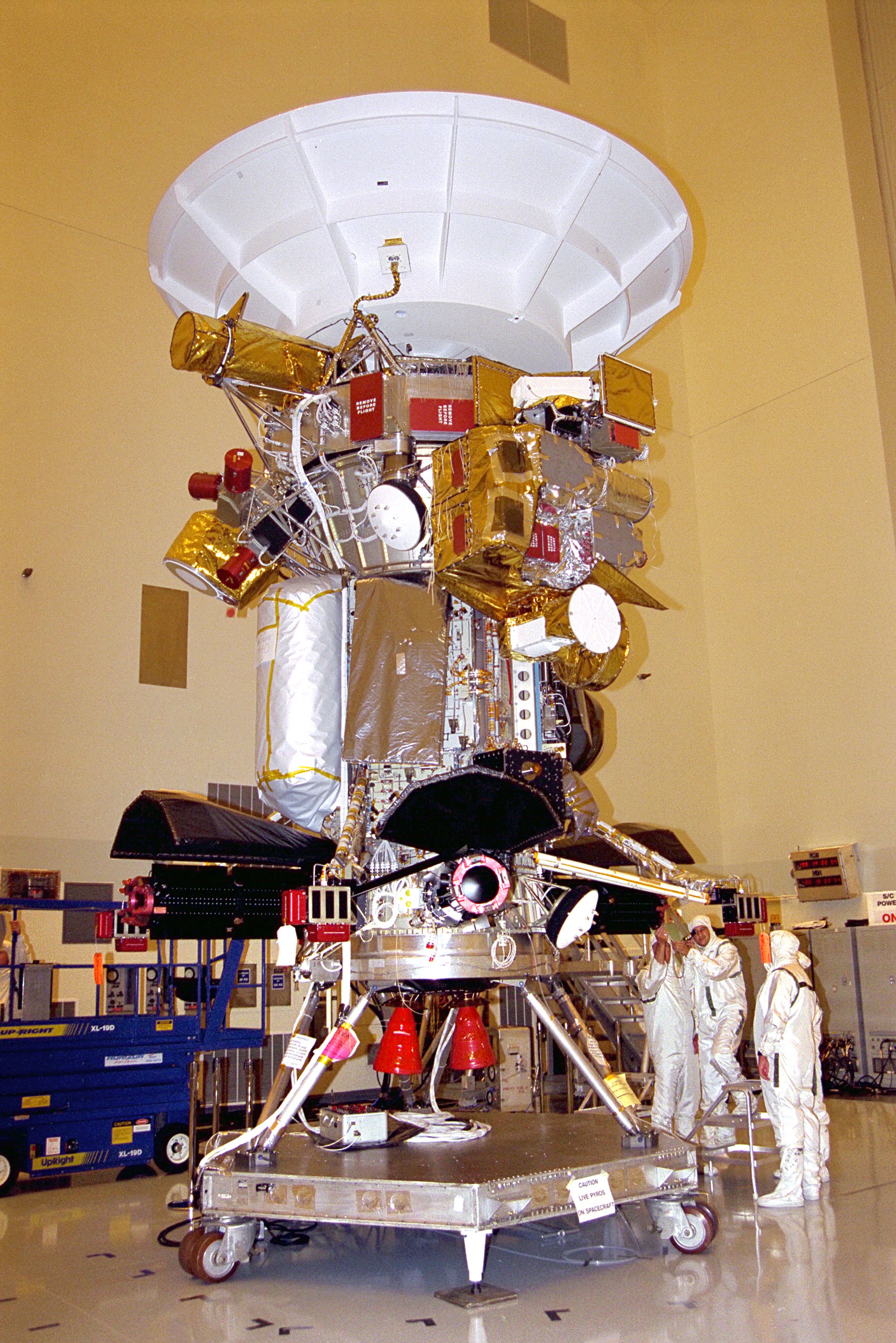
مسبار كاسيني هويجنز.

المسبار المداري هو مسبار فضاء يقوم بعد وصوله إلى هدفه (جسم سماوي) بالدوران في مدار حوله بغرض دراسته. تعتبر هذه المسابير ثاني أكبر فئة بعد فئة المسابير التي تقومون بالتحليق. لكي يتمكن مسبار الفضاء من دخول المدار، يجب عليه أن يقلل إلى حد كبير من سرعته عندما يصل إلى هدفه. يمكن أن تمثل الدفعات المستخدمة لعملية الكبح هذه جزءا كبيرا من الكتلة الكلية للآلة (عادة حوالي 50% بالنسبة لتلك المرسلة إلى المريخ). يسمح المسبار المداري باجراء ملاحظات منتظمة على السطح الكامل تقريبا الأجرام السماوية لعدة سنوات. منطقيا، إرسال المسبار المداري إلى هدف معين هي الخطوة التي تلي مباشرة إرسال مسبار التحليق البسيط. يتم اختيار مدار مسبار الفضاء وفقا للأهداف المتوخاة ولكن أيضا استنادا للقيود التي تمثلها كتلته. تختار البعثات التي لديها ميزانية مقيدة على غرار بعثة مارس إكسبريس مدارا بيضاوي الشكل أقل كفاءة ولكن أقل تكلفة في الوقود من المدار الدائري المنخفض الذي يحتفظ به بالنسبة لمعظم مدارات المريخ التابعة لوكالة ناسا.

### مسبار الغلاف الجوي

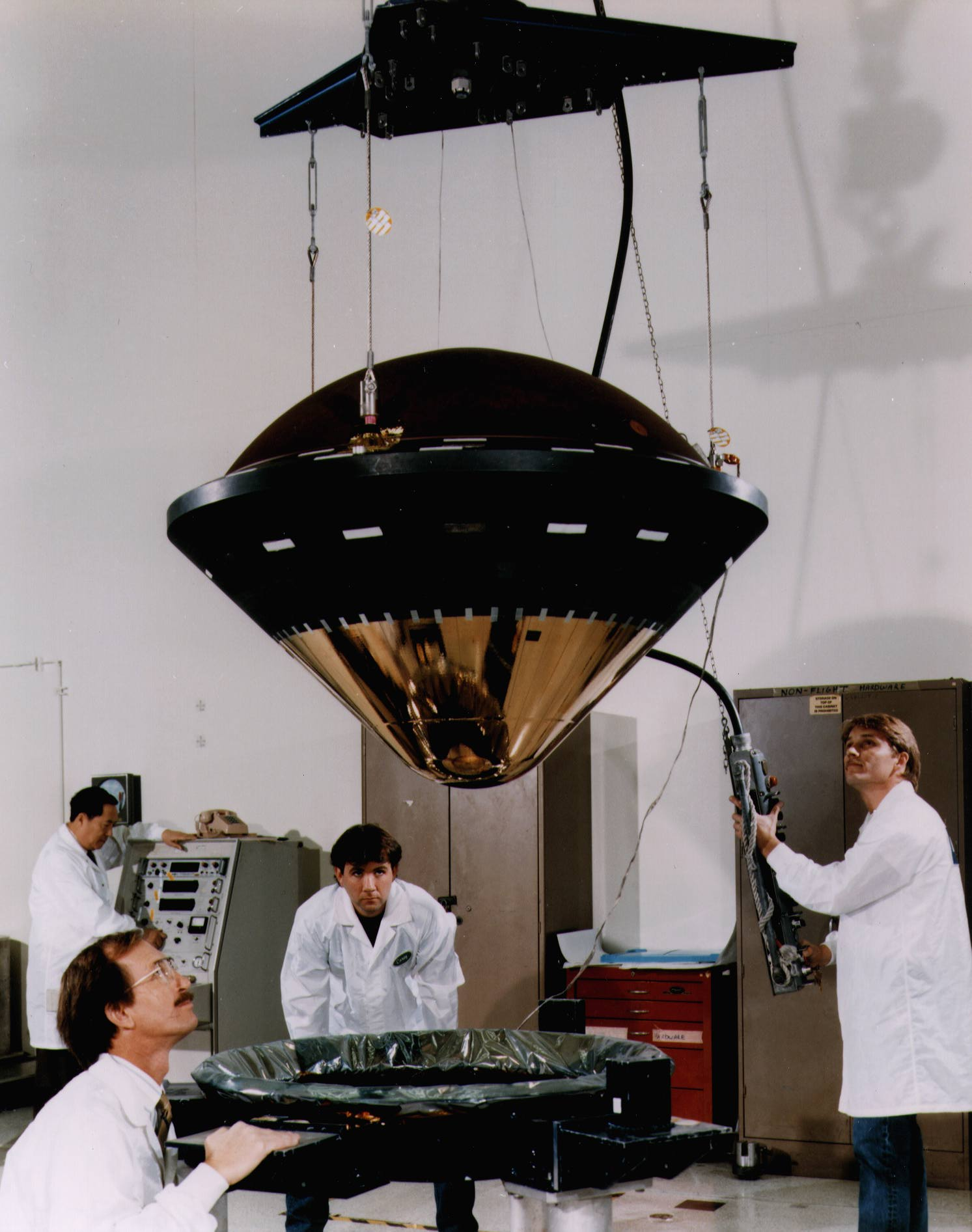
مسبار الغلاف الجوي غاليليو.

مسبار الغلاف الجوي هو مسبار فضاء يعبر الغلاف الجوي لكوكب معين بغرض دراسته. مهمة هذا المسبار هي قصيرة نسبيا، تستمر عموما طوال المدة تستغرقها عملية نزول المسبار على السطح. يحتاج المسبار خلال هذه المرحلة فقط إلى كمية محدودة من الطاقة يجري سحبها من البطاريات. ينقل مسبار الغلاف الجوي عادة إلى الكوكب المراد استكشاف غلافه الجوي بواسطة سفينة أم تكون على اتصال به. تمت دراسة كوكب الزهرة على وجه الخصوص من خلال هذه الطريقة باستعمال سلسلة من المسابير السوفياتية لبرنامج فينيرا. من بين مسابير الغلاف الجوي البارزة الأخرى نجد كلا من مسبار هويجنز الذين درس الغلاف الجوي لقمر تيتان (أكبر أقمار زحل)، بالإضافة إلى مسبار الغلاف الجوي غاليليو الذي استطاع الدخول حوالي 200 كيلومتر عبر الطبقات العليا للغلاف الجوي للكوكب الغازي العملاق المشتري. سمح الغلاف الجوي السميك للغاية لكوكب الزهرة بتنفيذ بالونات برنامج فيغا السوفياتي التي يمكنها نقل البيانات لعدة عشرات من ساعات.

### مسبار الإنزال

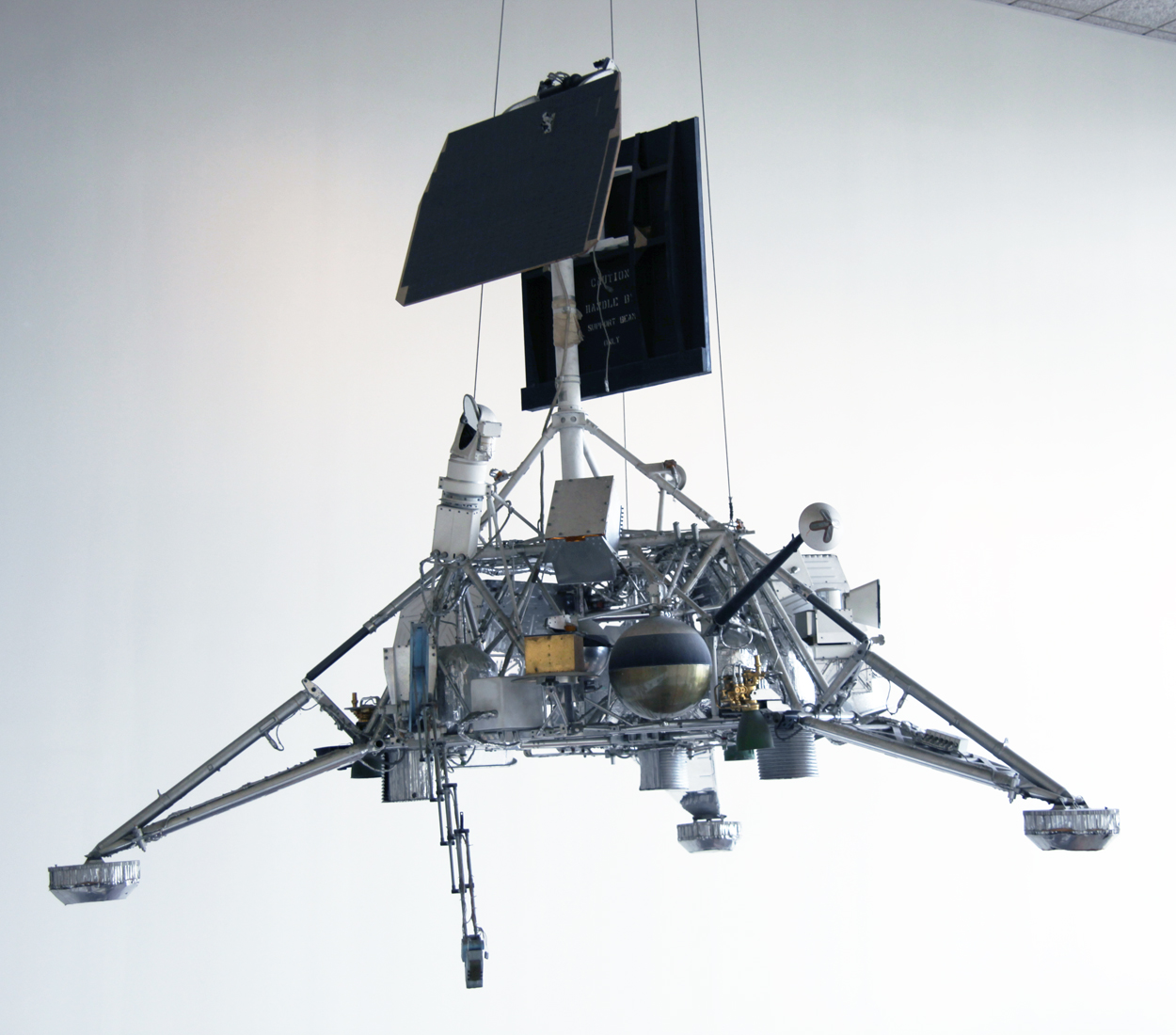
واحد من مسابير الإنزال لبرنامج سيرفيور التي هبطت على سطح القمر.

مسبار الإنزال هو نوع من المركبات الفضائية المصممة للبقاء على «قيد الحياة» بعد هبوطها على سطح كوكب أو قمر ومن ثم جمع البيانات العلمية عنه من على سطحه ونقلها إلى مقر القيادة على الأرض بشكل مباشر أو غير مباشر (عن طريق مركبة فضائية أخرى في المدار). في هذا السياق تم استكشاف كل من القمر وكوكب المريخ خصوصًا باستخدام هذا النوع من المسابير، على سبيل المثال مسابير برنامج سيرفيور التي هبطت على سطح القمر والمسابير الإثنين لبرنامج فايكينغ بالإضافة إلى مسبار فينيكس التي انزلت كلها على سطح المريخ. في كل الحالات تظل مسألة «الهبوط السلس» هي النقطة الرئيسية التي تواجه المصممين عندما يتعلق الأمر بهذا النوع من المسابير. استخدام المظلة التي تفتح أثناء إنزال المسبار على سبيل المثال من قبل هويجنز على قمر تيتان قد يكون حلا لهذه الإشكالية، لكن طريقة الإنزال هذه تتطلب وجود غلاف جوي سميك بما فيه الكفاية، وبالتالي فهي ليست مناسبة للمريخ. بالرغم من أن  أسلوب الإنزال باستعمال المظلة يقلل من كتلة المسبار ويتميز بتكلفته، إلا أنه وبمقارنته مع أساليب أخرى لا يسمح هذه الإنزال بهبوط المسبار بطريقة مسيطر عليها تماما. لإنزال مسبار الفضاء على سطح الأجرام السماوية التي تفتقر للغلاف الجوي يجب استخدام محركات صاروخية بغرض التقليل التدريجي لسرعة المركبة الفضائية. تتجلى سلبيات طريقة الإنزال باستعمال محركات صاروخية كابحة في حاجتها إلى نقل كميات كبيرة من الوقود الشئ الذي يزيد من الكتلة الكلية للمسبار. بالنسبة للمريخ، ولتفادي مشكلة الوزن الزائد قامت وكالة ناسا بتطوير تقنيات هبوط خاصة بديلة: طريقة الإنزال باستعمال الوسائد الهوائية على سبيل المثال، التي جرى تنفيذها للمرة الأولى أثناء مهمة مارس باثفايندر لاستكشاف سطح المريخ. كما تم تنفيد نظام الإنزال المتطور للغاية هذا أيضا بحلول سنة 2012 على مسبار مختبر علوم المريخ.

### المسبار المتجول أو الروفر

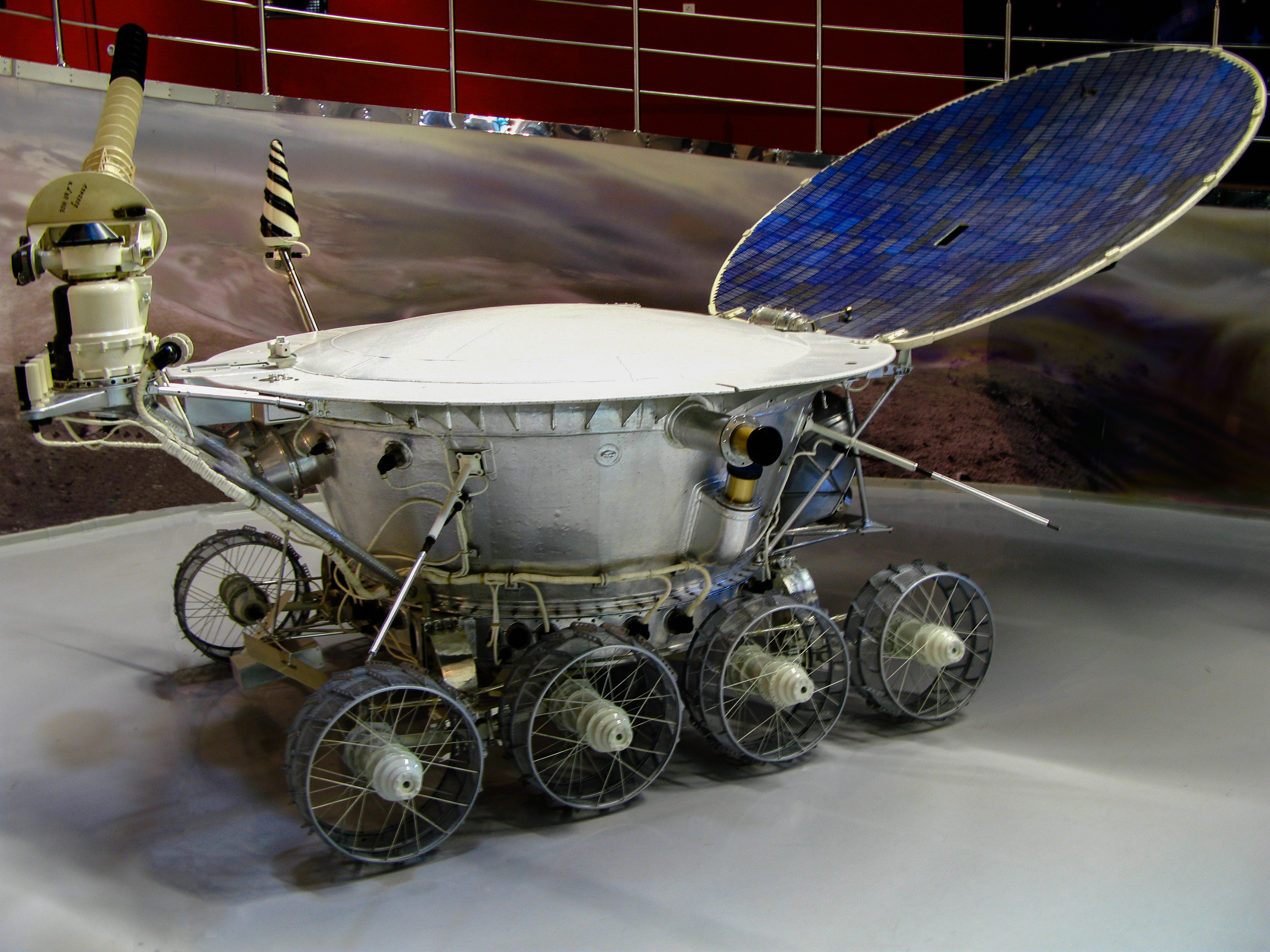
الروفر القمري السوفياتي لونوخود.

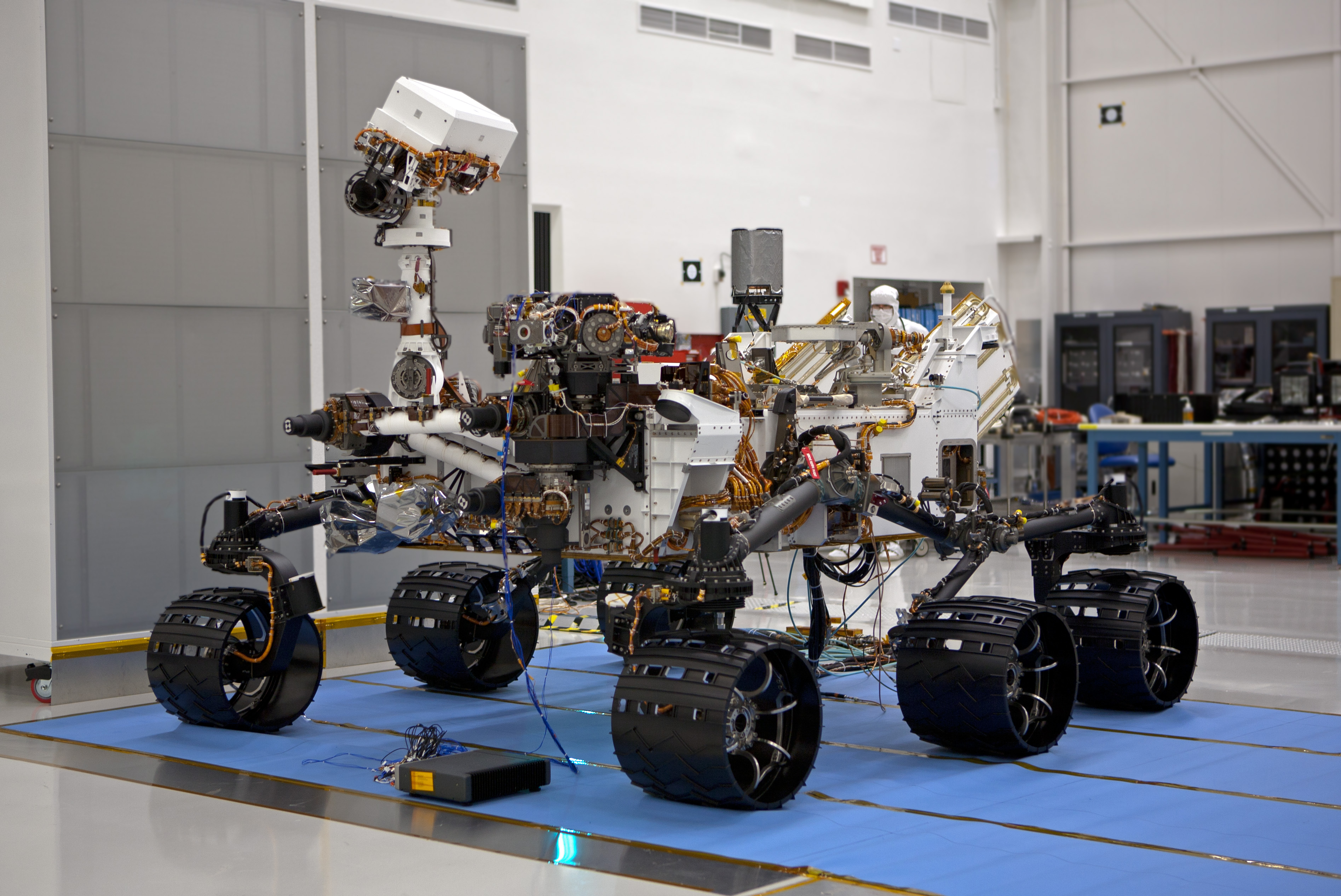
مسبار كيوريوسيتي روفر على الأرض قبل الإطلاق.

الروفر هو مسبار فضاء مصمم للتحرك فوق سطح الكواكب أو الأجسام الفضائية بغرض القيام بدراسات على الكوكب في الموقع في نقاط مختلفة ذات أهمية علمية. يمكن لهذه المسابير المتجولة حمل مختبرات صغيرة متكامل لتحليل العينات التي تم جمعها تماما كما كان الحال مع مختبر علوم المريخ الذي اصطحب معه مسبار كيوريوسيتي روفر المتجول. يحصل هذا النوع من المسابير على طاقته انطلاقا من الألواح الشمسية أو من مولد الكهرباء من الحرارة الناجمة عن الاضمحلال المشع. إذا كانت المسافة بين الروفر ومركز القيادة ليست بالمهمة جدا (القمر على سبيل المثال) يمكن في هذه الحالة التحكم في المسبار عن بعد. في حين إذا كانت هذه المسافة مهمة جدا بالنسبة لمتجولات المريخ، يكون لهذه الأخيرة استقلالية معينة في عملة تنقلهم على سطح المريخ تعتمد أساسا على برامج تحليل الأرض. لكن حركته تظل دائما بطيئة نسبيا الحركات لا تتعدي في جميع الأحوال بضع مئات الأقدام في اليوم الواحد.

### بعثة العودة بالعينات إلى الأرض

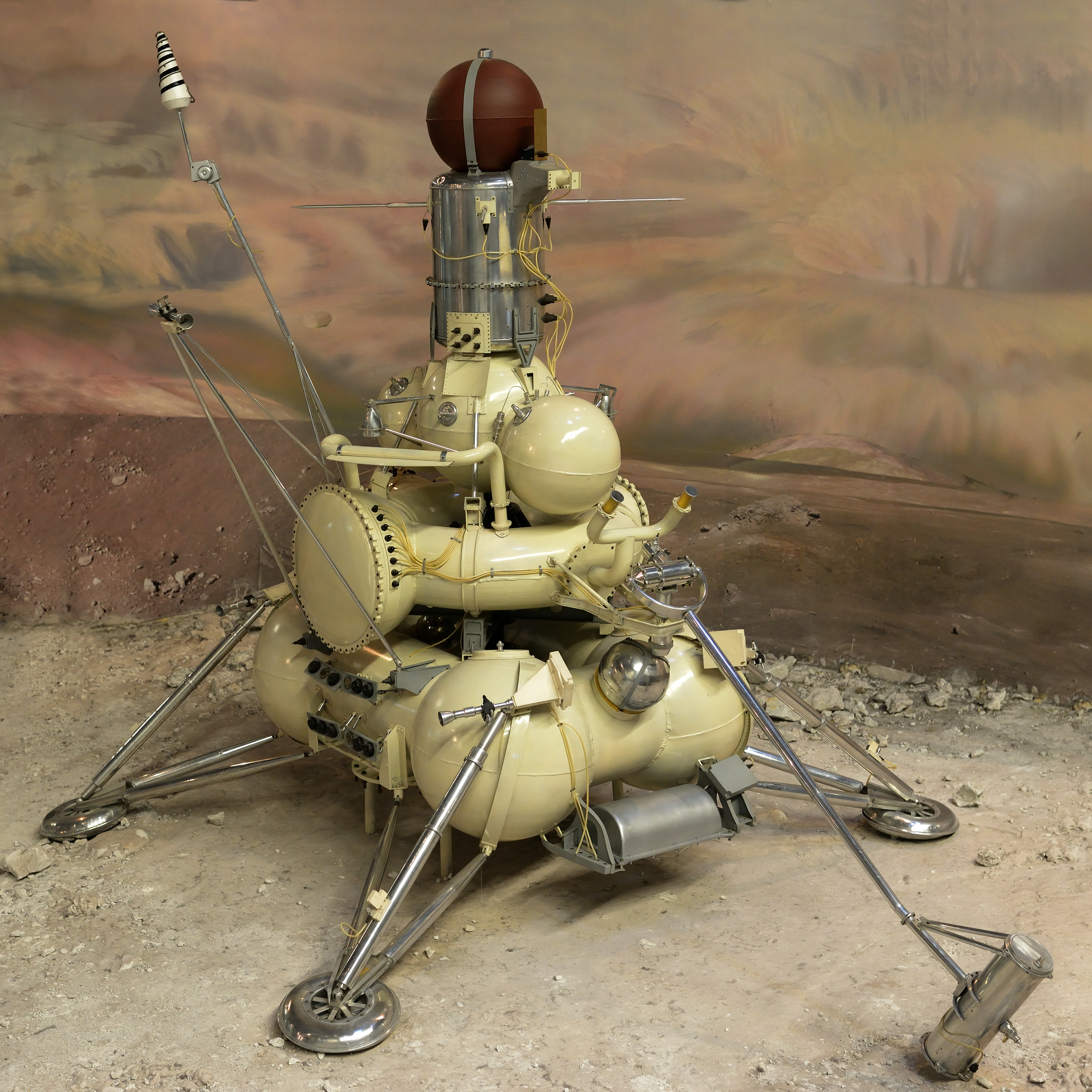
نموذج للمسبار القمري السوفيتي لونا 16، أول مسبار يحط على سطح القمر ويتمكن من العودة إلى الأرض جالبا معه عينات من تربة القمر.

في هذه الحالة يكون الهدف من المهمة هو جلب عينات تم جمعها من جسم سماوي آخر (كوكب، مذنب أو كويكب) أو جسيمات بين الكواكب أو بين النجوم إلى الأرض لتحليلها. بالمقارنة مع دراسة ميدانية بواسطة أدوات روبوت مثل الروفر المريخي كيوريوسيتي، تسمح العودة بعينات التربة إلى الأرض بتحليل أكثر دقة، كما تسمح أيضا بمناولة العينات وتعديل الظروف التجريبية بالموازاة مع تقدم التكنولوجيا والمعرفة. لكن في الوقت نفسه قد ينطوي هذا النوع من المهام على صعوبات كبيرة، لعل أبرزها هو قيام المسبار بإنزال تلقائي علي جسم سماوي تنعدم فيه تقريبا الجاذبية أو على العكس من ذلك ان يكون قادرا علي الهبوط والانطلاق من على سطح جسم ذي جاذبية معتبرة، كما يجب على مسابير هذه النوعية من المهام في كل الأحوال أن تكون لها القدرة على إعادة الدخول إلى الغلاف الجوي للأرض بسرعة عالية وبدقة كبيرة. مهمة العودة بالعينات المريخية إلى الأرض، التي شكلت في سنة 2016 أهم أهداف دراسة المجموعة الشمسية، لم تتحقق بعد نظرا لأسباب مالية وتكنولوجية على سواء.

### المخترق

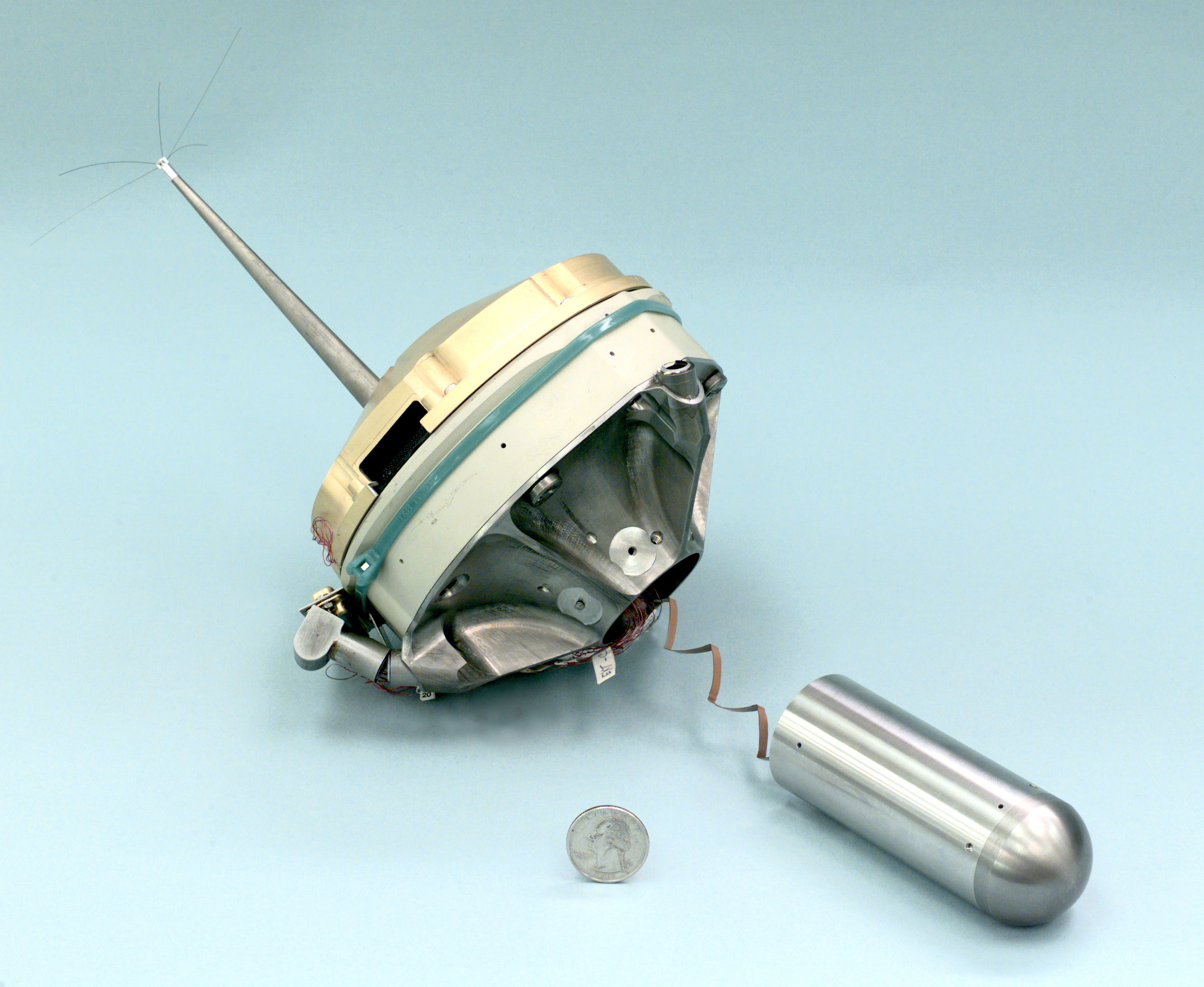
مخترق الفضاء العميق 2.

المخترق أو المتغلغل (بالفرنسية: Pénétrateur)‏ هو عبارة عن مركبة فضائية صغيرة مصممة لاختراق أرض جسم سماوي (كوكب، قمر، كويكب أو مذنب) بسرعة عالية خاضعة لتباطؤ من عدة مئات من جي. تنتقل المعلومات التي تجمعها الأجهزة العلمية على متن المركبة بواسطة مرسل صغير إلى السفينة المدارية الأم، التي ترسلها بدورها إلى محطات على الأرض. يمكن مبدأ عمل المخترق من تجنب حمل المظلات والصواريخ اللازمة للهبوط السلس، وبالتالي يخفف إلى حد كبير من وزن الإنزال. لكنه في الآن ذاته يجب أن يكون قادرا على تحمل الأثر الذي يخلق بدوره العديد من القيود على كتلته، وهيكله وتصميم حمولته. لم تتجاوز العديد من مشاريع المسبار المخترق مرحلة الدراسة، وبحلول سنة 2013، تم تنفيد بعثتين فقط من للمسابير المخترقة لكن دون نتائج بسبب فقدان المركبة الأم.

### أقمار الاتصالات
أقمار الإتصالات هي مركبات مسؤول عن نقل الاتصالات بين سطح جسم سماوي (من مكان تواجد مسبار الإنزال أو روفر) والأرض. تمتلك هذه المركبات دائما وإلى غاية اللحظة مدارات لها أهدافها العلمية الخاصة على غرار مارس أوديسي أو مارس ريكونيسانس أوربيتر. يمكن أن تندرج بعض مسابير الفضاء أحيانا ضمن عدة فئات مثل مسابير.فايكنج التي تجمع في نفس الوقت بين مسبار الإنزال والمسبار المداري.

### العارض التكنولوجي
العارض التكنولوجي هو مركبة فضائية يتمثل هدفها الرئيسي في التحقق من صحة تقنية جديدة. على سبيل المثال مسبار الفضاء العميق 1 الذي كان الهدف الرئيسي منه هو التحقق من صحة إمكانية استخدام الدفع الأيوني لبعثات بين الكواكب.

## أبرز المسابير ومهامها
اقتصرت المهام الأولى لمسابير الفضاء على مهمات بسيطة إلى أهداف أقرب نوعا ما للكرة الأرضية تضمنت رحلال في اتجاه واحد لدراسة القمر والزهرة على سبيل المثال. لكنها سرعان ما تطورت إلى مهام معقدة، شملت رحلات في اتجاهين بغرض دراسة أجسام سماوية بعيد نسبيا عن الأرض والهبوط عليها والعودة ببيانات وعينات منها إلى الأرض.
انبثقت أولى مهام استكشاف الفضاء باستخدام مسابير فضاء غير مأهولة عن ما يعرف تاريخيا باسم سباق غزو الفضاء بين الاتحاد السوفيتي من جهة والولايات المتحدة الأمريكية من جهة أخرى. في كل الحالات تمكن الأمريكيون من إحراز تقدم فيما يخص إرسال بشر إلى الفضاء، أين لامست أقدامهم سطح القمر أولا قبل السوفييت. في حين تمكن السوفييت من الوصول الأول بمسابير الفضاء التابعة لهم إلى الأجرام السماوية، فكانوا أول من تمكن من إنزال مركباتهم على عدد من الكواكب على غرار القمر والمريخ والزهرة.

### مسابير القمر
بدأت عملية اكتشاف الفضاء بالتوازي مع صراع الحرب الباردة بين السوفييت والأمريكيين، لينتقل صراع التفوق من الأرض إلى الفضاء الخارجي، فكان القمر هو البداية. حيث شهدت هذه الفترة إطلاق جملة من المسابير القمرية، لعل أبرزها:
- لونا 1، هو مسبار فضاء يندرج ضمن برنامج لونا السوفييتي. يعرف هذا المسبار تاريخيا كأول مسبار يقترب من القمر، بعد أن كان من المبرمج هبوطه على القمر أدت إحدى الأعطال إلى تجاوز القمر على مسافة لا تتعدى 6000 كم، ليتخذ له مدارا حول الشمس.
- بيونير 4، الذي يعرف في التاريخ كأول مسبار أمريكي يتحرر من جاذبية الأرض. أطلق بعد شهرين تقريبا من إطلاق السوفييت لمسبار لونا 1، حيث تمكن من إحراز إنجاز مماثل لهذا الأخير.
- لونا 2، أول مسبار يصطدم بالقمر؛ وهو بذلك أول آلة من صنع بشري تتمكن من الوصول إلى القمر.
- لونا 9، أول مسبار فضاء يتمكن من الهبوط سالما على سطح القمر.
- لونا 16، أول مسبار فضاء يحط على سطح القمر ويعود إلى الأرض بعينات من تربة القمر بعد خمس محاولات فاشلة.
- لونوخود 1، أول مسبار روفر ذاتي الحركة يهبط على سطح القمر.

### مسابير عطارد
- مارينر 10، هو مسبار فضائي تم إطلاقه من طرف وكالة ناسا بهدف إجراء قياسات حول بيئة وسطح كوكب عطارد وغلافه الجوي.
- مسنجر، هو مسبار فضاء تابع لوكالة ناسا، تم إطلاقه بغرض القيام بعدة دراسات على عطارد (أقرب كواكب المجموعة الشمسية إلى الشمس) تشمل دراسة مكونات غلافه الجوي وتكوين تضاريسه وكذا القيام بقياس مجاله المغناطيسي. يعتبر مسنجر أول بعثة لمسبار يتم ارساله للدوران حول عطارد والقيام بقياسات علمية وإرسالها إلى الأرض.[7]

### مسابير الزهرة
- مارينر 2
- فينيرا 4، وهو مسبار فضاء روسي يندرج ضمن مشروع فينيرا لاكتشاف كوكب الزهرة. يعرف هذا المسبار على أنه أول مسبار يهبط بنجاح على كوكب آخر.
- فينيرا 7، هو مسبار سوفيتي أصبح بعد هبوطه على سطح الزهرة أول مركبة فضائية تتمكن من الهبوط بنجاح على كوكب آخر وترسل بيانات استكشافية منه إلى الأرض.
- فينيرا 9
- ماجلان

### مسابير المريخ
- مارينر 9 هو مسبار فضاء أرسلته ناسا بهدف استكشاف المريخ في إطار برنامج مارينر. أصبح بعد وصول إلى مدار المريخ أول قمر صناعي يتخذ مدارا حول أحد الكواكب.
- مارس 3، هو مسبار فضاء يعتبر كأول مسبار يقوم الإنسان بإرساله للنزول على كوكب المريخ. لكن ولسبب غير معروف بعد 14.5 ثانية وصوله توقف إرسال المسبار.
- سوجورنر هو مسبار روفر مريخي هبط بحلول 4 يوليو 1997 على سطح المريخ بمنطقة أريس فاليس. يعتبر كأول مسبار روفر ناجح على المريخ، قام باستكشاف المريخ لمدة ثلاثة أشهر بواسطة كامراته الأمامية والخلفية وأجهزة إجراء التجارب العلمية.
- فايكينغ 1
- فايكينغ 2
- مارس باثفايندر
- سبيريت وأبورتيونيتي
- مارس ريكونيسانس أوربيتر
- فينيكس
- مختبر علوم المريخ (كيوريوستي)
- مافن
- إكسو مارس
- إنسايت

### مسابير المشتري وزحل
- بيونير 10 وبيونير 11
- فوياجر 1، مسبار فضاء تابع لبرنامج فوياجر، زار في مرحلة معينة كوكبي المشتري وزحل، فكان أول مسبار يقدم صورة شاملة عن هذين الكوكبين الضخمين وأقمارهما. ليصبح فيما بعد كأول مركبة من صنع البشر تغادر المجموعة الشمسية، حيث تم تمديد مهمته لتشمل دراسة حدود المجموعة الشمسية وحزام كايبر.
- فوياجر 2
- غاليليو، هو مسبار فضاء تابع لوكالة ناسا، يهدف لدراسة كوكب المشتري وأقماره. استطاع هذا المسبار التغلغل داخل الغلاف الجوي للمشتري إلي عمق يبلغ حوالي 200 كيلومترا، حيث تمكن قبل أن يدمر من إرسال كم هائل من المعلومات والبيانات حول النشاط الجوي لهذا الكوكب.
- كاسيني-هويجنز
- جونو، هو أول مسبار فضاء لاستكشاف المشتري بدون بطارية ذرية تابع لوكالة ناسا، قامت هذه الأخيرة بإرساله بحلول 5 أغسطس من سنة 2011 إلى مدار قطبي حول المشتري بغرض دراسة تركيب الكوكب وحقل جاذبيته وحقله وغلافه المغناطيسي بالإضافة إلى تسجيل بيانات تفسر تكوين الكوكب ورياحه القوية ونسبة المياه الموجودة بداخل غلافه الجوي.

### مسابير أورانوس ونبتون
- فوياجر 2، هو ثاني مسبار تابع لبرنامج فوياجر بعد فوياجر 1، تمثلت المهمة الأساسية لهذا المسبار في زيارة عمالقة الجليد أورانوس ونبتون، والتي أنجزت بحلول 2 أكتوبر 1989. يعتبر فوياجر 2 حاليا المسبار الوحيد الذي زار عمالقة الجليد، وهو أيضا رابع مركبة فضائية من أصل خمس تركت النظام الشمسي.

### مسابير بلوتو
- نيو هورايزونز، هو أول مسبار فضاء سيمكن بواسطته دراسة كوكب بلوتو وأقماره، بالإضافة إلى دراسة حزام كايبر المكون من اجسام متجمدة وصخور تحيط بالمجموعة الشمسية.[8][9][10][11]